# Alain Lavalle
Pour les articles homonymes, voir Lavalle.
Alain Lavalle est un réalisateur et scénariste français.

## Filmographie

### Assistant-Réalisateur
- 1957 : Le Naïf aux quarante enfants de Philippe Agostini
- 1966 : L'Âge heureux de Philippe Agostini - Série TV
- 1967 : Poker d'as pour Django (Le due facce del dollaro) de Roberto Bianchi Montero
- 1968 : Bérénice de Pierre-Alain Jolivet
- 1968 : Tête de pont pour huit implacables (Testa di sbarco per otto implacabili) d'Alfonso Brescia
- 1969 : Paulina s'en va d'André Téchiné
- 1970 : Trop petit mon ami, d'Eddy Matalon
- 1972 : La Nuit bulgare de Michel Mitrani

### Réalisateur
- 1967 : Quand la liberté venait du ciel
- 1973 : La Révélation

### Scénariste
- 1986 : Juste une histoire de Jean-Claude Longin

### Conseiller technique
- 1976 : Les Petits dessous des grands ensembles de Christian Chevreuse et Michel Caputo